# Arato
Pour les articles homonymes, voir Arato (homonymie).
Arato est un réservoir qui se trouve dans le woreda d’Inderta au Tigré en Éthiopie. Le barrage a été construit en 1997 par SAERT.

## Caractéristiques du barrage
- Hauteur: 20 mètres
- Longueur de la crête: 443 mètres
- Largeur du déversoir: 20 mètres

## Capacité
- Capacité d’origine : 2 590 000 m3
- Tranche non-vidangeable : 647 698 m3
- Superficie : 40 ha

## Irrigation
- Périmètre irrigué planifié: 120 ha
- Aire irriguée réellement en 2002: 20 ha

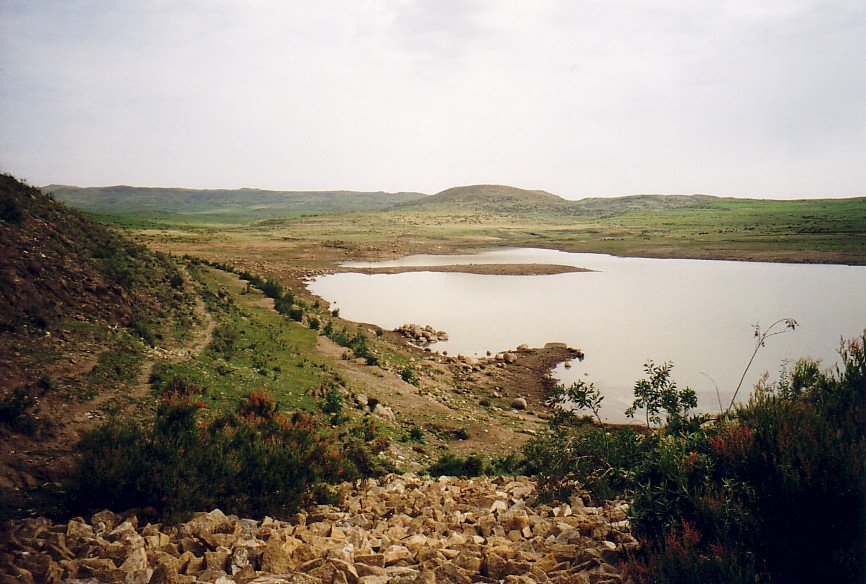
Vue sur le lac

## Environnement
Le bassin versant du réservoir a une superficie de 12 km2, et une longueur de 4 950 mètres. Le réservoir subit une sédimentation rapide. La lithologie du bassin est composée de Calcaire d’Antalo et Dolérite de Mekelle. Une partie des eaux du réservoir est perdue par percolation; un effet secondaire et positif est que ces eaux contribuent à la recharge des aquifères.